# Robert Rubin
Robert Edward Rubin (ur. 29 sierpnia 1938 w Nowym Jorku) – amerykański ekonomista i polityk.
W latach 1995–1999 pełnił funkcję sekretarza skarbu Stanów Zjednoczonych w gabinecie prezydenta Billa Clintona.
Zanim rozpoczął urzędowanie przez 26 lat zasiadał w radzie nadzorczej banku Goldman Sachs, którego w latach 1990-1992 był wiceprezesem.